# Ам-Селеп
Ам-Селеп (фр. Am-Sileb) — деревня и супрефектура в Чаде, расположенная на территории региона Бахр-эль-Газаль. Входит в состав департамента Южный Бахр-эль-Газаль.

## Географическое положение
Деревня находится в западной части Чада, на высоте 308 метров над уровнем моря.
Ам-Селеп расположен на расстоянии приблизительно 223 километров к северо-востоку от столицы страны Нджамены.

## Население
По данным официальной переписи 2009 года численность населения Ам-Селепа составляла 32 121 человек (16 568 мужчин и 15 553 женщины). Дети в возрасте до 15 лет составляли 52,9 % от общего количества жителей супрефектуры.

## Транспорт
Ближайший аэропорт расположен в городе Муссоро.